# Merkle-Signatur
Die Merkle-Signatur ist ein digitales Signaturverfahren, das auf Merkle-Bäumen sowie Einmalsignaturen wie etwa den Lamport-Einmalsignaturen basiert. Es wurde von Ralph Merkle in den späten 1970er Jahren entwickelt und stellt eine Alternative zu traditionellen digitalen Signaturen wie dem Digital Signature Algorithm oder auf RSA basierenden Signaturen dar. Im Gegensatz zu diesen ist es resistent gegen Angriffe durch Quantencomputer, da seine Sicherheit nur von der Existenz sicherer Hashfunktionen abhängt.

## Idee
Ein Problem von Einmalsignaturen, wie der Lamport-Signatur, ist die Übertragung des öffentlichen Schlüssels. Da jeder Schlüssel nur genau einmal verwendet werden kann, kommt eine größere Datenmenge zusammen, die zuverlässig an den Empfänger weitergegeben werden muss.
Das Merkle-Signaturverfahren löst dieses Problem, indem das gesamte (öffentliche) Schlüsselmaterial von {\displaystyle 2^{n}} Einmalsignaturen in einem mehrstufigen Hash-Verfahren zu einem einzigen Hashwert {\displaystyle pub} zusammengefasst wird. Als öffentlicher Schlüssel braucht nur {\displaystyle pub} veröffentlicht zu werden, anschließend lassen sich mit ihm {\displaystyle 2^{n}} Nachrichten signieren.
Die Signatur einer Nachricht besteht dann aus zwei Teilen:
- Einem der {\displaystyle 2^{n}} öffentlichen Schlüssel, sowie die mit dem entsprechenden privaten Schlüssel signierte Nachricht. Der Empfänger kann verifizieren, dass der Sender tatsächlich in Besitz des privaten Schlüssels war.
- Einem Nachweis, dass es sich bei dem öffentlichen Schlüssel um einen der {\displaystyle 2^{n}} Schlüssel handelt, aus denen der Hashwert {\displaystyle pub} berechnet wurde.

## Schlüsselerzeugung

Merkle-Baum mit 8 Blättern

Das Merkle-Signaturverfahren kann nur verwendet werden, um eine begrenzte Anzahl von Nachrichten mit einem öffentlichen Schlüssel {\displaystyle pub} zu signieren. Die Anzahl möglicher Nachrichten entspricht einer Zweierpotenz und wird daher als {\displaystyle N=2^{n}} bezeichnet.
Der erste Schritt bei der Generierung des öffentlichen Schlüssels {\displaystyle pub} ist die Generierung des privaten Schlüssels {\displaystyle X_{i}} und des öffentlichen Schlüssels {\displaystyle Y_{i}} von {\displaystyle 2^{n}} Einmalsignaturen. Für jeden öffentlichen Schlüssel {\displaystyle Y_{i}} mit {\displaystyle 1\leq i\leq 2^{n}} wird ein Hash-Wert {\displaystyle h_{i}=H(Y_{i})} berechnet. Mit diesen Hash-Werten {\displaystyle h_{i}} wird ein Hash-Baum aufgebaut.
Ein Knoten des Baums wird mit {\displaystyle a_{i,j}} identifiziert, wobei {\displaystyle i} die Ebene des Knotens bezeichnet. Die Ebene eines Knotens ist über seinen Abstand zu den Blättern definiert. Somit hat ein Blatt die Ebene {\displaystyle i=0} und die Wurzel die Ebene {\displaystyle i=n}. Die Knoten jeder Ebene sind von links nach rechts durchnummeriert, sodass {\displaystyle a_{i,0}} der Knoten ganz links auf Ebene {\displaystyle i} ist.
Im Merkle-Baum sind die Hash-Werte {\displaystyle h_{i}} die Blätter des Binärbaums, sodass {\displaystyle h_{i}=a_{0,i}}. Jeder innere Knoten des Baums ist der Hash-Wert der Konkatenation seiner beiden Kinder. Beispielsweise ist {\displaystyle a_{1,0}=H(a_{0,0}||a_{0,1})} und {\displaystyle a_{2,0}=H(a_{1,0}||a_{1,1})}.
Auf diese Weise wird ein Baum mit {\displaystyle 2^{n}} Blättern und {\displaystyle 2^{n+1}-1} Knoten aufgebaut. Die Wurzel des Baums {\displaystyle a_{n,0}} ist der öffentliche Schlüssel {\displaystyle pub} des Merkle-Signaturverfahrens.

## Signierung

Merkle-Baum mit Pfad A und Authentifizierungspfad für i=2

Um eine Nachricht {\displaystyle M} mit dem Merkle-Signaturverfahren zu signieren, wird die Nachricht {\displaystyle M} zuerst mit einem Einmalsignaturverfahren signiert, wodurch die Signatur {\displaystyle sig'} entsteht. Dazu wird eines der Schlüsselpaare aus privatem und öffentlichem Schlüssel {\displaystyle (X_{i},Y_{i},)} verwendet.
Das einem privaten Einmalschlüssel {\displaystyle X_{i}} zugehörige Blatt des Hash-Baums ist {\displaystyle a_{0,i}=H(Y_{i})}. Der Pfad im Hash-Baum von {\displaystyle a_{0,i}} zur Wurzel wird mit {\displaystyle A} bezeichnet. Der Pfad {\displaystyle A} besteht aus {\displaystyle n+1} Knoten, {\displaystyle A_{0},\ldots ,A_{n}}, wobei {\displaystyle A_{0}=a_{0,i}} die Blätter sind und {\displaystyle A_{n}=a_{n,0}=pub} die Wurzel des Baums ist. Um diesen Pfad {\displaystyle A} zu berechnen, wird jedes Kind der Knoten {\displaystyle A_{1},\ldots ,A_{n}} benötigt. Es ist bekannt, dass {\displaystyle A_{i}} ein Kind von {\displaystyle A_{i+1}} ist. Um den nächsten Knoten {\displaystyle A_{i+1}} des Pfades {\displaystyle A} zu berechnen, müssen beide Kinder von {\displaystyle A_{i+1}} bekannt sein. Daher wird der Bruder von {\displaystyle A_{i}} benötigt. Dieser Knoten wird mit {\displaystyle auth_{i}} bezeichnet, sodass {\displaystyle A_{i+1}=H(A_{i}||auth_{i})}. Deswegen werden {\displaystyle n} Knoten {\displaystyle auth_{0},\ldots ,auth_{n-1}} benötigt, um jeden Knoten des Pfades {\displaystyle A} zu berechnen. Diese Knoten {\displaystyle auth_{0},\ldots ,auth_{n-1}} werden berechnet und gespeichert. Sie bilden zusammen mit einer Einmalsignatur {\displaystyle sig'} von {\displaystyle M} die Signatur {\displaystyle sig=(sig',auth_{0},auth_{1},\ldots ,auth_{n-1})} des Merkle-Signaturverfahrens.

## Verifizierung
Der Empfänger kennt den öffentlichen Schlüssel {\displaystyle pub}, die Nachricht {\displaystyle M}, und die Signatur {\displaystyle sig=(sig',auth_{0},auth_{1},\ldots ,auth_{n-1})}. Zuerst verifiziert der Empfänger die Einmalsignatur {\displaystyle sig'} der Nachricht {\displaystyle M}. Falls {\displaystyle sig'} eine gültige Signatur von {\displaystyle M} ist, berechnet der Empfänger {\displaystyle A_{0}=H(Y_{i})}, indem er den Hash-Wert des öffentlichen Schlüssels der Einmalsignatur berechnet. Für {\displaystyle j=1,..,n-1} werden die Knoten {\displaystyle A_{j}} des Pfades {\displaystyle A} berechnet, mit {\displaystyle A_{j}=H(a_{j-1}||b_{j-1})}. Wenn {\displaystyle A_{n}} dem öffentlichen Schlüssel {\displaystyle pub} des Merkle-Signaturverfahrens entspricht, so ist die Signatur gültig.

## Weiterentwicklungen
Im Zuge der Suche nach quantencomputerresistenten Signaturverfahren ist das Verfahren in der letzten Zeit wieder stärker in den Fokus gerückt. Inzwischen wurden verbesserte Varianten des Merkle-Signaturverfahrens veröffentlicht, u. a.
- XMSS (eXtended Merkle Signature Scheme), das 2018 als RFC 8391[1] standardisiert wurde[2]
- LMS (Leighton-Micali Hash-Based Signatures), das 2019 als RFC 8554 standardisiert wurde[3]
- SPHINCS mit größeren Signaturen als XMSS, dafür aber zustandslos[4][5]